# Palermo (Nueva York)
Palermo es un pueblo ubicado en el condado de Oswego en el estado estadounidense de Nueva York. En el año 2000 tenía una población de 3,686 habitantes y una densidad poblacional de 35 personas por km².

## Geografía
Palermo se encuentra ubicado en las coordenadas 43°21′54″N 76°16′57″O / 43.36500, -76.28250.

## Demografía
Según la Oficina del Censo en 2000 los ingresos medios por hogar en la localidad eran de $43,170 y los ingresos medios por familia eran $46,190. Los hombres tenían unos ingresos medios de $30,104 frente a los $25,150 para las mujeres. La renta per cápita para la localidad era de $17,229. Alrededor del 6.9% de la población estaban por debajo del umbral de pobreza.